# Bandy i Nederländerna
Bandy i Nederländerna är en liten sport och spelas oftast som 6-manna (rinkbandy). Nederlandse Roller sports en Bandy Bond anordnar bandy på organiserad nivå i Nederländerna. Med hallarna har man börjat åka på träningsläger till Sverige. 2013 spelade P15-landslaget sina första officiella landskamper. Städer med klubbar är Nijmegen, Utrecht, Haarlem och Eindhoven. Ett lag i Amsterdam är eventuellt på gång, vilket bör vara inom Amsterdamsche Hockey & Bandy Club, som har börjat spekulera i att återuppta bandy under förutsättning att ungdomar visar tillräckligt stort intresse. Under klubbens 125-årsfirande i januari 2017, spelades miniatyrbandy. 

## Historia
Nederländerna var ett av de första länderna utanför England att utöva organiserad bandy. Pim Mulier organiserade den första matchen mellan Nederländerna och England året 1891. Matchen var mellan ett lag från Bury on Fen och ett tillfälligt lag och spelades i Haarlem i Nederländerna.
Den 28 januari 1892 bildades klubben "Amsterdamsche Hockey & Bandy Club". Den första matchen mellan Nederländska lag spelades den 21 februari 1892 mellan "Amsterdamsche Hockey & Bandy Club" och den klubb från Haarlem som i dag heter "Bloemendaal Mussen Bandy Team". 1898 bildades ett gemensamt nederländskt förbund för bandy och landhockey och bandy började spridas till orter som Haag, Velserbeek och Zwolle.
Från början fanns det inga tydliga, gemensamma regler i bandyn. Delvis följde man de första fastslagna bandyreglerna som formulerades av Charles Tebbutt år 1882, delvis tog man reglar från landhockey. Båda idrottsgrenar hängde ihop, hockeyspelare tyckte om bandy som träningsmöjlighet under vintertiden. Bandyspelare kom överens om reglar innan matcherna spelades.
1913 deltog Nederländerna i Europamästerskapet i bandy. Klimatuppvärmningar kring 1920 ledde till att bandyintresset i Nederländerna sakta minskade. 1963 började den organiserade bandyn i Nederländerna att någorlunda ta fart igen. 

### Landslag
Nederländernas herrlandslag i bandy gjorde VM-debut 1991. Det nederländska damlandslaget deltog i en rinkbandyturnering i Örebro 1980, i Oslo 1981 och var värdnation under turneringen i Eindhoven år 1982.